# Ingegerd Wärnersson
Ingegerd Wärnersson (ur. 19 stycznia 1947 w Vetlandzie) – szwedzka polityk i nauczycielka, działaczka Szwedzkiej Socjaldemokratycznej Partii Robotniczej, posłanka do Riksdagu, w latach 1998–2002 minister w rządzie Görana Perssona.

## Życiorys
Z zawodu nauczycielka, była dyrektorką szkoły. Dołączyła do Szwedzkiej Socjaldemokratycznej Partii Robotniczej. Działała w polityce na poziomie lokalnym. W latach 1988–1991 zasiadała po raz pierwszy w Riksdagu. Ponownie wybierana do szwedzkiego parlamentu w 1994 i 1998. W 1998 została ministrem w resorcie edukacji w rządzie Görana Perssona, funkcję tę pełniła do 2002. Odpowiadała w tym okresie za kwestie związane ze szkołami. W latach 2002–2008 zajmowała stanowisko gubernatora okręgu administracyjnego Blekinge.